# To takie proste
"To takie proste" ("É fácil") foi a canção que representou a Polónia no Festival Eurovisão da Canção 1998 que teve lugar em 9 de maio de 1998, em Birmingham, Inglaterra, no Reino Unido.
A referida canção foi interpretada em polaco pela banda Sixteen. Foi a sétima canção a ser interpretada na noite do festival, a seguir à canção da Eslováquia "Modlitba", interpretada por Katarína Hasprová e antes da canção de Israel "Diva". A canção polonesa terminou em 17.º lugar (entre 25 participantes), tendo recebido um total de 19 pontos.No ano seguinte, a Polónia foi representada por Mietek Szcześniak que interpretou a canção "Przytul mnie mocno".

## Autores
- Letrista: Olga Pruszkowska
- Compositor: Jarosław Pruszkowski
- Orquestrador: Wieslaw Pieregorólka

## Letra
A canção é um moderado número de up-tempo, cantado a partir do ponto de vista de uma mulher em um relacionamento que ela reconhece não é grande, mas ela admite que é "o melhor que podemos conseguir".

## Versões
A banda também uma versão em inglês intitulada "When love turns to hate" e outra em versão Karaoke.